# Neudegg (Gemeinde Großriedenthal)
Neudegg ist eine Ortschaft und eine Katastralgemeinde der Gemeinde Großriedenthal im Bezirk Tulln in Niederösterreich. Die Ortschaft hat 175 Einwohner (Stand 1. Jänner 2024). Bis Ende 1970 war Neudegg eine eigenständige Gemeinde.

## Geografie
Das am Neudegggraben, einem linken Zubringer zum Krampugraben gelegene, kleine Dorf befindet sich zwischen Großriedenthal und Radlbrunn. Südlich führt die Landesstraße L46 vorüber, durch den Ort führen die L2180 und die L1252, wobei Letztere nach 6 Kilometer an die Horner Straße angeschlossen ist.

## Geschichte
Der kleine Weinort wurde erstmals 1130 unter dem Namen Nidecke urkundlich erwähnt, als das Passauer Domkapitel hier einem gewissen Otacher für seine geleisteten Dienste mit einem kleinen Gut belehnte. Bis ins 17. Jahrhundert übte das Geschlecht der Neudegger die Herrschaft über den Ort aus.
Laut Adressbuch von Österreich waren im Jahr 1938 in der Ortsgemeinde Neudegg ein Gastwirt, ein Gemischtwarenhändler, ein Schmied, eine Viktualienhändlerin, ein Wagner, drei Weinsensale und mehrere Landwirte ansässig.
Mit 1. Jänner 1971 wurde im Zuge der Niederösterreichischen Kommunalstrukturverbesserung die bis dahin selbständige Gemeinde Neudegg nach Großriedenthal eingemeindet.

## Burgstall
Auf dem nördlich über dem Ort liegenden Riede Hausberg befand sich einst ein Burgstall, der dem Geschlecht der Neudegger möglicherweise als Stammsitz diente. Die kaum mehr sichtbare Anlage bestand wohl aus mehreren Abschnitten, die aus dem Gelände gearbeitet wurden und nicht aus einer für Hausberge typischen Aufschüttung.